# Estrela do Indaiá
Estrela do Indaiá é um município brasileiro do estado de Minas Gerais. Sua população recenseada em 2022 era de 2 772 habitantes.

## História
Estrela do Indaiá foi elevado à categoria de município pela Lei estadual nº 336, de 27 de dezembro de 1948.
O povoamento das terras onde hoje se encontra a cidade de Estrela do Indaiá ocorre simultaneamente ao desenvolvimento e ocupação da Vila de Nossa Senhora das Dores do Rio Indaiá (hoje Dores do Indaiá), uma vez que o município desmembrou-se deste.
No local onde hoje inicia a Avenida Francisco Campos, próximo a praça da Igreja Matriz de Estrela do Indaiá, em seus primórdios havia um casarão (ainda existente e passado por muitas reformas) sede de uma fazenda que com o passar dos anos passou a ser designada por seu proprietário e pelos habitantes do redor como Fazenda Estrela devido a grande quantidade de objetos não identificados e estrelas cadentes atravessarem o céu claro e ostensivo da região. Possui uma das mais importantes festas populares que é a Festa do Rosário. Tornou-se um importante centro de comercialização de bovinos de toda a região centro oeste.[carece de fontes?]